# Sigurður Einarsson
Sigurður « Siggi » Einarsson  (né le 28 septembre 1962) est un athlète islandais, spécialiste du lancer du javelot. 

## Biographie
Sigurður Einarsson s'impose à trois reprises lors des Jeux des petits États d'Europe, en 1991, 1993 et 1995.
Au niveau national, il remporte le titre national au lancer du javelot en 1980, 1983, 1985 et 1995.

### Palmarès
| Date | Compétition               | Lieu      | Résultat | Performance |
| ---- | ------------------------- | --------- | -------- | ----------- |
| 1989 | Finale du Grand Prix IAAF | Monaco    | 3e       | 82,82 m     |
| 1991 | Championnats du monde     | Tokyo     | 6e       | 83,46 m     |
| 1992 | Jeux olympiques           | Barcelone | 5e       | 80,34 m     |

### Records
| Épreuve           | Performance | Lieu     | Date       |
| ----------------- | ----------- | -------- | ---------- |
| Lancer du javelot | 84,94 m     | Shizuoka | 6 mai 1991 |